# Batalla del Balàrat
La Batalla del Balàrat, també coneguda com a Batalla de Ganzak, es va lliurar l'any 591 prop de Ganzak entre una força romano-persa combinada i un exèrcit persa dirigit per l'usurpador Vararanes Chobin.

## Antecedents
Durant el 590, el rei sassànida Ormazd IV va sentir enveja de la fama creixent del seu comandant militar, Vararanes Chobin. Després que Vararanes patís una derrota relativament menor a una batalla contra Romà a la vora del riu Araxes, Ormazd va aprofitar per acomiadar el general de la seva posició i el va humiliar enviant-li una cadena i un fus per demostrar que el considerava un esclau "tan ingrat com una dona".
Durant l'estiu del 590 amb el suport de les seves tropes devotes i altres veterans, Vararanes va marxar cap a la capital sassànida en rebel·lió contra l'ingrat rei. Abans que Vararanes arribés a Ctesifont, però, Ormazd va ser assassinat en un complot de palau, dirigit pel seu fill i successor Còsroes. El canvi de monarca no va frenar a Vararanes, Còsroes va fugir a territori romà d'Orient. Vararanes va prendre immediatament el tron i es va proclamar rei.
Còsroes i els seus dos oncles, Bendōy i Bestām van buscar refugi a la cort romana d'Orient, on l'emperador romà, Maurici, va prendre la decisió d'aprofitar les turbulències a Pèrsia i ajudar-lo a recuperar el tron. A canvi de concessions territorials, Maurici va proporcionar a Còsroes un exèrcit de 40.000 guerrers comandat pels generals romans d'Orient Joan Mistacó i Comenciol, després substituït per Narses.

## Batalla
Durant l'estiu de 591, Còsroes i l'exèrcit romà van marxar cap a l'Azerbaidjan, on s'havien d'unir amb un exèrcit de 12.000 armenis sota el comandament de Musel II Mamiconi i 8.000 perses dirigits per Bendōy i Bestām.
Amb l'esperança d'enfrontar-se a l'exèrcit romà abans que pogués rebre reforços a l'Azerbaidjan, Vararanes va partir de Ctesifont amb un petit exèrcit. Vararanes va arribar massa tard, però, i es va haver d'enfrontar a les forces combinades romano-perses.
Els dos exèrcits van lluitar durant tres dies en una plana al llarg del riu Balàrat prop de Ganzak, al nord-oest de Pèrsia. Al vespre del tercer dia, Bendōy va convèncer molts soldats de l'exèrcit de Vararanes de desertar oferint perdó i seguretat. Al final, l'exèrcit de Vararanes va ser derrotat i el seu campament capturat. Vararanes i 4.000 dels seus homes van escapar a l'est cap a Nīšāpūr on va ser rebut pels Kagan dels turcs.

## Conseqüències
Còsroes va ser reinstal·lat ràpidament al tron persa i, tal com s'havia acordat, va tornar Dara i Martiròpolis als romans. A més a més es va produir una nova partició del Caucas en la qual els sassànides van cedir moltes ciutats, incloses Armavir, Manzikert, Baguana, Valarsakert, Bagaran, Vardkesavan, Ani, Kars i Zarisat als romans.
La major part del Regne d'Ibèria, incloses les ciutats d'Ardahan, Lori, Dmanisi, Lomsia, Mtskheta i Tontio van quedar sota l'esfera romana. A més, la ciutat de Cytaea va ser donada a Làzica, vassall romà. Com a tal, la batalla del Balàrat va alterar el curs de les relacions romano-sassànides de manera espectacular, deixant el primer en la posició dominant. L'extensió del control romà efectiu al Caucas va assolir el seu zenit històricament, fins al regnat de Basili II .